# STYLISH...E hyOlee
《STYLISH...E hyOlee》는 대한민국의 가수 및 핑클 멤버 이효리의 첫 번째 정규 음반이다. 2003년 8월 13일에 발매되었다. 총 14곡의 트랙으로 구성되어 있다.

## 설명 및 특이 사항
- 이효리가 핑클 4집 I'll be loving you forever의 활동을 종료한 후, 1년 2개월 만의 음반 활동이다.
- 본래 후속곡은 "이브, 낙원에 잠들다"였지만 이후 "Hey Girl"로 바뀌었다.
- 라이브 활동 여부 논란에 휩싸인 적이 있다.
- 초판 앨범에서 Special Thanks To의 오타가 지적된 적이 있다.
- 2008년 겨울, 절판되었지만 대영 A/V에서 소량 재생산되었다.
- 앨범 작업 후반부에 참여한 타이틀 곡 "10 MINUTES"를 작곡한 김도현은 이 음반으로 메이저에 이름을 알렸고, 이후 이효리의 음반에 프로듀서를 맡는 등 이효리와 함께 작업을 하게 되었다.
- 타이틀곡 "10 MINUTES"는 애초 피플 크루가 부를 예정이었다.[1]

## 수록곡
1. Prologue (Drum&Bass)
  - 작사 : 이효리 / 작곡 : 이효리 / 편곡 : 김도현
2. One two three N' four
  - 작사 : 김영아 / 작곡 : 김도현 / 편곡 : 김도현
3. 바보처럼 (Sadness)
  - 작사 : 홍지유 / 작곡 : John K / 편곡 : John K
4. 10 MINUTES
  - 작사 : 메이비 / 작곡 : 김도현 / 편곡 : 김도현
5. 얼음
  - 작사 : 원태연 / 작곡 : 윤일상 / 편곡 : 윤일상
6. 이브, 낙원에 잠들다
  - 작사 : 김영아 / 작곡 : 김석찬 / 편곡 : 윤현성
7. Remember Me
  - 작사 : 메이비 / 작곡 : 김건우 / 편곡 : 김건우
8. 오늘따라
  - 작사 : 조규만 / 작곡 : 조규만 / 편곡 : 조규만
9. Do Me
  - 작사 : 이현도 / 작곡 : 이현도 / 편곡 : 이현도
10. Hey Girl
  - 작사 : 이효리 / 작곡 : 김도현 / 작곡 : 김도현
11. 지워버려
  - 작사 : 김지웅 / 작곡 : 김지웅 / 편곡 : 김지웅
12. 어느 째즈바
  - 작사 : 한진우 / 작곡 : 안정훈 / 편곡 : 매드 소울 차일드
13. Only One
  - 작사 : 이효리 / 작곡 : 류형섭 / 편곡 : 김도현
14. 미안해요 (Ghost)
  - 작사 : 이효리 / 작곡 : 안정훈 / 편곡 : 안정훈, 김지웅

## 뮤직비디오

### 10 MINUTES
- 세계적인 안무가 ‘트위티’ 가 안무가로 참여하고 뮤직비디오에 출연하였다.
- 후반부 클럽 신에 나오는 남자주인공은 가수 H - 현승민이다.
- 그 외 많은 힙합 가수들이 출연하였는데, 그 예로 에픽하이도 출연하였다.
- 이효리의 조카가 뮤직비디오에 깜짝 출연하였다.

### Hey Girl
- 후속곡 뮤직비디오는 핑클 2집의 후속곡 ‘자존심’이후로 4년 만에 촬영한 것이었다.
- 스테이지 피쳐링에 참여한 랩퍼 라이머가 출연하였다.[2]

### Remember Me
- 이효리가 미국 여행에서 찍은 사진을 갖고 만든 뮤직비디오이다. 2004년도에 공개되었다.

## 방송 활동

### 컴백 무대
- 2003년 8월 17일 일요일, SBS 인기가요에서 첫 컴백 무대를 열었다.
- "Prologue (Drum&Bass)"’, "One two three N' four", "10 MINUTES"를 불렀다.
- 안무가 트위티가 특별히 같이 무대에 섰다.

### 10 MINUTES
- 원곡과는 다르게 2절 후 리믹스하여 댄스 브레이크 안무가 있다.
- 라이브 활동에서는 반 음 내리고 라이브를 하였다.
- 활동 기간 도중 밀려드는 광고 촬영으로 1달간 어쩔 수 없이 가수 활동을 쉰 적이 있다.

### Hey Girl
- 랩퍼 라이머과 같이 활동하였다.

## 참여
이 목록은 해당 앨범의 부클릿 〈staff〉목록에서 발췌하였다.
- 이효리 - 보컬, 코러스

| 세션 - 윤일상 - 어쿠스틱/전자 피아노, 코러스 - 조규만 - 어쿠스틱/전자 피아노, 코러스 - John+K, Mad SoulChild, 김지웅 - 어쿠스틱/전자 피아노 - 이근형, 홍준호, 류형섭 - 어쿠스틱 기타, 전기 기타 - 안정훈 - 어쿠스틱 기타, 전기 기타, 하모니카 - 허재혁 - 베이스 기타 - 이선아, 강선주, 박미현, 이정현, 김인선, 김지숙, 이지연, 조현 - 1st 바이올린 - 이장우, 손태희, 선우현, 김민정, 윤현지, 차현아, 이현영, 김혜진 - 2nd 바이올린 - 안지우, 김혜선, 박근숙, 오혜민, 하지현 - 비올라 - 홍미정, 엄정희, 고현정 - 첼로 - 김다영, 김현아, 이지은, soul-trip, 김효수 - 코러스 - 최재화(DJ 렉스) - 스크래치 | 스탭 - 안정훈, 이효리 - 프로듀서 - 김도현, 윤일상, 이창의, 김지웅, 이현도, Mad SoulChild, 조규만, 배영준, 김석찬 - 컴퓨터 프로그래밍 - 박인영, 김지웅 - 현악 편곡 - 정무경, 하정수, 김영식, 김동희, 최재영, 김해구, 김균중, 최영의, 한재응, 김문혜 - 녹음 - 임창덕, 고승욱, 박병준, 한종진, 조준성, 정두석 - 믹싱 - 최효영(소닉 코리아) - 마스터링 - 9g(구그램디자인) - 디자인, 아트워크 - 윤우택 - 사진 - 정보윤, 장효진, 박미라 - 스타일리스트 - 명진아트 - 인쇄 - 길종화, 심병철, 윤우택, 최성필, 윤홍관 - 매니지먼트 - 이호연(D.S.P 엔터테인먼트) - 이그제큐티브 프로듀서 |